# Conquista islâmica do Afeganistão
A conquista islâmica do Afeganistão (642-870) começou em meados do século VII após a conquista islâmica da Pérsia ter sido concluída, quando os árabes muçulmanos derrotaram o Império Sassânida nas batalhas de Ualaja, Cadésia e Nemavande. Os árabes muçulmanos, em seguida, começaram a mover-se em direção às terras ao leste da Pérsia e em 642, conquistaram a cidade de Herate. Em meados de 667, a área esteve sob invasão do Afeganistão pelos árabes, mas em 683, Cabul se revoltou e derrotou completamente o exército invasor, que era liderado pelo Governador do Sistão. Somente em 870, Cabul e a área afegã foram conquistadas pelos árabes. A conversão completa do Afeganistão ao Islã ocorreu durante o domínio do Império Gasnévida, ou no Século XI.